# 아시아티라누스

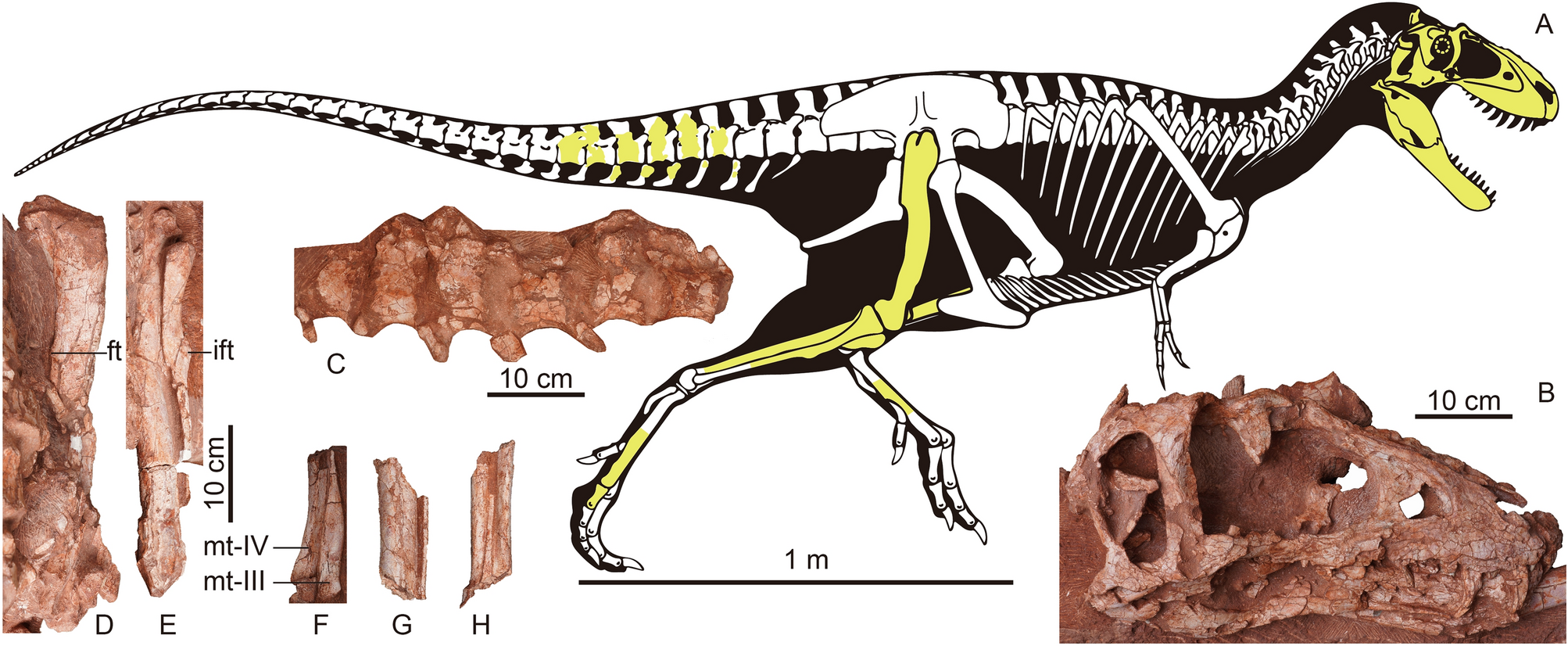

아시아티라누스(Asiatyrannus, 의미: "아시아의 폭군")는 중국의 백악기 후기 난시옹층에서 발견된 티라노사우루스과 수각류 공룡의 멸종된 속이다. 이 속에는 두개골과 부분적인 두개골 후 골격으로 구성된 단일 표본에서 알려진 단일 종인 A. xui가 포함되어 있다. 아시아티라누스는 현대 첸저우사우루스의 우아한 주둥이와 더 큰 크기와는 대조적으로 깊은 주둥이 두개골과 작은 몸 크기로 유명하다. 이는 아시아 티라노사우루스류의 최남단 기록을 나타낸다.